# 1. općinska nogometna liga Koprivnica 1983./84.
"1. općinska nogometna liga Koprivnica" za sezonu 1983./84. je bila liga šestog stupnja nogometnog prvenstva SFRJ. 
 
Sudjelovalo je 9 klubova, a prvak je bilo "Borac" iz Imbriovca. 

## Ljestvica
| mj. | klub                        | ut. | pob. | ner. | por. | gol+ | gol- | bod |
| --- | --------------------------- | --- | ---- | ---- | ---- | ---- | ---- | --- |
| 1.  | Borac Imbriovec             | 16  | 10   | 5    | 1    | 44   | 18   | 25  |
| 2.  | Rudar Botinovec             | 16  | 11   | 2    | 3    | 43   | 20   | 24  |
| 3.  | Omladinac Herešin           | 16  | 6    | 5    | 5    | 34   | 35   | 17  |
| 4.  | Jedinstvo Rasinja           | 16  | 7    | 2    | 7    | 34   | 29   | 16  |
| 5.  | Mladost Koprivnički Bregi   | 16  | 6    | 4    | 6    | 28   | 29   | 16  |
| 6.  | Miklinovec Koprivnica       | 16  | 6    | 4    | 6    | 31   | 24   | 16  |
| 7.  | Galeb Koledinec             | 16  | 4    | 5    | 7    | 32   | 39   | 13  |
| 8.  | Sabarija Subotica Podravska | 16  | 4    | 2    | 10   | 22   | 42   | 10  |
| 9.  | Tehničar Cvetkovec          | 16  | 3    | 1    | 12   | 18   | 51   | 7   |

## Rezultatska križaljka
| kratica | klub                        | BOR | GAL | JED | MIK | MLA | OML | RUD | SAB | TEH |
| --- | --------------------------- | --- | --- | --- | --- | --- | --- | --- | --- | --- |
| BOR | Borac Imbriovec             |     |     |     |     |     |     |     |     |     |
| GAL | Galeb Koledinec             |     |     |     |     |     |     |     |     |     |
| JED | Jedinstvo Rasinja           |     |     |     |     |     |     |     |     |     |
| MIK | Miklinovec Koprivnica       |     |     |     |     |     |     |     |     |     |
| MLA | Mladost Koprivnički Bregi   |     |     |     |     |     |     |     |     |     |
| OML | Omladinac Herešin           |     |     |     |     |     |     |     |     |     |
| RUD | Rudar Botinovec             |     |     |     |     |     |     |     |     |     |
| SAB | Sabarija Subotica Podravska |     |     |     |     |     |     |     |     |     |
| TEH | Tehničar Cvetkovec          |     |     |     |     |     |     |     |     |     |
| |                             |     |     |     |     |     |     |     |     |     |
| podebljan rezultat - utakmice od 1. do 9. kola (1. utakmica između klubova) rezultat normalne debljine - utakmice od 10. do 18. kola (2. utakmica između klubova) rezultat nakošen - nije vidljiv redoslijed odigravanja međusobnih utakmica iz dostupnih izvora rezultat smanjen * - iz dostupnih izvora nije uočljiv domaćin susreta prekrižen rezultat - poništena ili brisana utakmica p - utakmica prekinuta 3:0 p.f. / 0:3 p.f. - rezultat 3:0 bez borbe n.i. - nije igrano |                             |     |     |     |     |     |     |     |     |     |

 Izvori:

## Unutrašnje poveznice
- Međuopćinska nogometna Koprivnica 1983./84.
- 2. općinska liga Koprivnica 1983./84.